# Ğabdulla Tuqay
Ğabdulla Tuqay (né le 14 avril 1886 (26 avril dans le calendrier grégorien) au Tatarstan et mort le 2 avril 1913 (15 avril dans le calendrier grégorien) à Kazan) est un poète tatar, un classique de la littérature dans cette langue, critique et éditeur. Il est souvent considéré le fondateur de la littérature tatare moderne et du tatar littéraire moderne, qui a remplacé dans la littérature la vieille langue tatare.

## Jeunesse
Ğabdulla Tuqay naquit dans la famille du mollah héréditaire du village de Quşlawıç, dans le gouvernement de Kazan, situé alors dans l'Empire russe et aujourd'hui au Tatarstan en Russie) près de la ville moderne d'Arsk. Son père, Möxämmätğärif Möxämmätğälim ulı Tuqayıv, était mollah du village depuis 1864. En 1885, sa femme mourut, lui laissant un fils et une fille, il se remaria avec Mämdüdä, fille de Zinnätulla Zäynepbäşir ulı, mollah du village d'Öçile. Le 29 août (calendrier julien) Möxämmätğärif mourut alors que Ğabdulla n'avait que 5 mois. Bientôt son grand-père paternel mourut lui aussi et sa mère fut obligée de revenir chez son père, et par la suite elle se remaria avec le mollah du village de Sasna. Le petit Ğabdulla vécut quelque temps avec une vieille femme dans son village natal, avant que le nouveau mari de sa mère acceptât de le recevoir dans sa famille. Ce temps relativement heureux de l'enfance de Tuqay ne dura pas longtemps : le 18 janvier 1890 (calendrier julien) Mämdüdä sa mère mourut à son tour, et Tuqay fut remis à son grand-père Zinnätulla qui était très pauvre. N'arrivant pas à nourrir ses propres enfants, il confia Ğabdulla à un cocher et l'envoya à Kazan. Dans cette ville le cocher conduisit Tuqay sur une place de marché, le Peçän Bazaar, espérant trouver quelqu'un qui serait disposé à adopter l'enfant. Un tanneur nommé Möxämmätwäli et sa femme Ğäzizä venant de la région de Kazan appelée Yana-Bista décidèrent de s'occuper de lui. Alors qu'il vivait à Kazan, Tuqay tomba malade des yeux. En 1892, les deux parents adoptifs tombèrent malades à leur tour et furent obligés de renvoyer l'enfant à son grand-père. Le pauvre homme ne put qu'essayer de faire adopter l'enfant une fois de plus, cette fois au village de Qırlay, où Ğabdulla vécut dans la famille d'un paysan, Säğdi. Lors de son séjour dans sa nouvelle famille, Ğabdulla fut envoyé à la médersa locale, c'est-à-dire à l'école religieuse ; c'est là que, pour la première fois de sa vie, et selon ses propres termes, la lumière jaillit dans son esprit.
À l'automne 1895 les Ğosmanov, des commerçants tatars qui vivaient à Ouralsk, décidèrent d'adopter des membres éloignés de leur famille après la mort de leurs propres enfants. Ğäliäsğar Ğosmanov et sa femme Ğäzizä, qui était la tante de Ğabdulla, demandèrent un paysan de Quşlawıç de leur amener Ğabdulla. Le petit Tuqay avait alors dix ans, le paysan l'arracha à Säğdi en le menaçant avec des papiers écrits en russe et l'appui des autorités du village. À Ouralsk, Ğabdulla suivit les cours de la médersa de Motíğía mais parallèlement, en 1896, il commença à fréquenter une école russe. Là, pour la première fois de sa vie, il entra en contact avec le monde de la littérature russe et commença à écrire de la poésie. En 1899, le centenaire d'Alexandre Pouchkine fut largement célébré à Ouralsk et cet événement suscita l'intérêt de Tuqay pour la poésie russe, en particulier les œuvres de Pouchkine. 
Ğosmanov essaya d'intéresser Ğabdulla au travail qui était le sien, mais devenir commerçant n'intéressait pas Tuqay qui préférait continuer à s’instruire. Le 30 juillet 1900 Ğäliäsğar Ğosmanov mourut d'une maladie de l'estomac, et Tuqay dut s'installer dans la médersa elle-même, vivant d'abord dans la salle commune puis, après deux ans, dans une khujra, c'est-à-dire une cellule individuelle. Dans la medersa Tuqay prouva qu'il était un étudiant appliqué, puisqu'il termina en dix ans un programme prévu pour quinze. Il n'en continuait pas moins à vivre dans la pauvreté. 
En 1902, Ğabdulla, âgé de 16 ans, s'était métamorphosé. Il avait perdu tout intérêt pour l'étude du Coran, et montrait un grand scepticisme pour tout ce que l'on enseignait dans les medersas. Il ne se rasait pas les cheveux, buvait de la bière et allait jusqu'à fumer. En même temps son intérêt pour la poésie s'était accru.

## Sa vie littéraire

### À Ouralsk
Dès ses années de médersa Tuqay s'était intéressé au folklore et la poésie populaire, et il avait demandé à des étudiants qui, pendant les vacances d'été, se rendaient un peu partout dans l'Idel-Oural pour y remplir différents emplois, de recueillir des chansons locales, des exemples de bayets, c'est-à-dire de poèmes épiques, et des contes de fées. Dans la médersa elle-même il se familiarisa avec la poésie en arabe, en persan et en turc, ainsi qu'avec la poésie dans la vieille langue tatare datant des siècles antérieurs. En 1900, le poète tatar Mirxäydär Çulpaní, un diplômé de Motíğía, visita sa medersa. Ğabdulla le rencontra et Çulpaní devint le premier poète vivant à faire impression sur Tuqay. Çulpaní écrivait dans un « style élevé », en utilisant le ʿArūḍ, un système poétique de l'Orient, et surtout dans la vieille langue tatare, pleine de mots arabes, persans et turcs, et assez éloignée de la langue tatare elle-même. En 1902-1903, il rencontra un poète turc Abdülveli, qui se cachait à cet endroit pour échapper aux poursuites d'Abdülhamid II. C'est ainsi que Tuqay adopta la tradition poétique orientale. 
Kamil "Motíğí" Töxfätullin, un jeune enseignant qui était le fils du directeur, créa un journal mural Mäğärif (L'Éducation), ainsi qu'un journal manuscrit. C'est là que furent publiées les premières odes de Tuqay et on parla de lui comme du « premier poète de la médersa ».
En 1904 Motíğí fonda sa propre maison d'édition, et Tuqay y travailla, continuant en même temps à enseigner aux jeunes élèves de la médersa où il introduisit de nouvelles méthodes, caractéristiques de l'école russe. 
Après le Manifeste d'octobre de 1905 il devint possible de publier des journaux en langue tatare, ce qui était strictement interdit auparavant. Toutefois, Motíğí ne disposait pas de fonds suffisants pour lancer son propre journal, il acheta donc le journal en langue russe Ouralets, avec sa typographie, pour imprimer également un journal tatar sur la même presse et Tuqay devint typographe. Ce journal fut nommé Fiker (Le Bien). Par la suite Motíğí commença à faire paraître Älğasrälcadid (Le Nouveau Siècle), un magazine. Tuqay y envoya les premiers vers de lui qui furent publiés. À la même époque, il se mit à écrire pour un journal et commença à participer à la publication de plusieurs revues tatares. Le jour Tuqay travaillait à la typographie (et il était déjà correcteur), mais la nuit, il écrivait des vers, afin que chaque édition de Fiker, de Nur et d'Älğasrälcadid contînt des textes de lui. De plus, il écrivait des articles, des romans et des feuilletons pour ces périodiques et il traduisait les Fables de Krylov pour le magazine. On sait aussi que Tuqay diffusait des tracts sociaux-démocrates et il traduisit en tatar une brochure sociale-démocrate.
En dépit de l'attitude hostile des sociaux-démocrates envers le Manifeste, dans ses vers Tuqay montrait pour lui son admiration, croyant dans le mode de vie des Tatars allait changer progressivement. À cette époque il partageait les vues des libéraux, car chez les Tatars cela faisait longtemps que la tradition des Lumières ne distinguait pas le mouvement de libération nationale de la lutte des classes et niait cette lutte des classes à l'intérieur de la nation tatare. Les écrits les plus importants de cette période sont le poème Millätä (à la Nation) et l'article Bezneñ millät, ülgänme, ällä yoqlağan ğınamı? (Notre nation est-elle morte ou seulement endormie ?). Après la parution à Ouralsk du magazine satirique Uqlar (Les flèches), Tuqay se fit connaître comme satiriste. Il bafouait en particulier le clergé musulman qui continuait à s'opposer au progrès et à l'européanisation. Quant à la langue de la plupart de ses vers, c'était encore la vieille langue tatare et elle maintenait les traditions orientales, comme dans Puşkinä (À Pouchkine). Toutefois, dans certains d'entre eux, destinés à la paysannerie tatare, c'est un tatar pur qu'il utilisait, ce qui était une nouveauté pour la poésie tatare. 
En janvier 1906 la police fit une perquisition dans l'atelier de typographie, car des articles séditieux avaient été publiés dans le journal. La Première Douma avait été dissoute, la révolution n'avait mené à rien. L'extrême-droite nationaliste russe des Cent-Noirs proposait aux Tatars d'émigrer vers l'Empire ottoman. C'est au cours de cette période qu'il composa ses poèmes les plus importants consacrés à des thèmes sociaux et au patriotisme : Gosudarstvennaya Dumağa (À la Douma), Sorıqortlarğa (Aux parasites) et Kitmibez! (Nous ne partirons pas!). Déçu par le libéralisme, Tuqay se sentait de la sympathie pour les socialistes et surtout le Parti socialiste révolutionnaire. Dans Kitmibez! il répondit aux Cent-Noirs que les Tatars étaient un peuple frère des Russes et que l'émigration vers la Turquie était impossible. 
Le 6 janvier 1907 Tuqay quitta la medersa, puisque ce qu'il gagnait lui permettait de vivre de façon indépendante, et il s'installa dans une chambre d'hôtel. Il devint le vrai rédacteur en chef de Uqlar, étant le principal poète et le responsable éditorial de toutes les revues de Motíğí. La revue Fiker, libérale à l'époque, et Tuqay lui-même s'opposaient aux Qadimistes, c'est-à-dire aux conservateurs religieux musulmans, qui allaient jusqu'à appeler à des pogroms contre les activistes de la presse libérale. Cette année-là, toutefois, il fut renvoyé sans s'y être attendu, à la suite d'un conflit avec Kamil Motíğí et à l'incitation des travailleurs typographes qui faisaient grève pour une augmentation de salaire. Le 22 février 1907 Motíğí fut privé du droit de publier et ses publications vendues à un marchand, qui réembaucha Tuqay, mais bientôt renonça aux publications.
À cette époque Tuqay abandonna les sociaux-démocrates et la politique en général, préférant se consacrer à la poésie. Du milieu de 1906 à l'automne 1907 il écrivit plus de 50 vers, ainsi que 40 articles et feuilletons. Désormais il s'était orienté vers un tatar pur, en utilisant la langue parlée. Impressionné par Rouslan et Ludmila un conte féerique de Pouchkine écrit en forme de poème, Tuqay écrivit son premier poème, Şüräle.
On sait que Motíğí essaya de fonder à Ouralsk un autre journal, Yaña Tormış (La Vie Nouvelle), avec Tuqay comme l'un des fondateurs, mais désormais Ğabdulla était déjà si populaire dans la société tatare, que les principaux éditeurs de Kazan, la capitale culturelle tatare, lui offraient du travail. Par ailleurs, Tuqay devait passer devant un conseil de révision dans son ouiezd natal, et il lui fallait quitter Ouralsk de toute façon. L'admiration avec laquelle il pense à sa future vie à Kazan se reflète dans Par et (La Paire de chevaux), qui pour cette raison est devenu le poème tatar le plus associé à Kazan.

### Période de Kazan
Juste après son arrivée à Kazan, Tuqay s’installa à l'hôtel Bolgar et rencontra l'intelligentsia de la littérature tatare, comme le dramaturge et secrétaire de la revue Yoldız, Ğäliäsğar Kamal, et le célèbre poète tatar et rédacteur en chef de la revue Tan yoldızı, Sagit Rämiev. Quelques jours après son départ de Kazan il passa devant un conseil de révision qui se tenait dans le village d'Atna. Il fut réformé pour sa santé fragile et sa mauvaise vue et dispensé de servir dans l'armée impériale russe. Il revint à Kazan où il se fit connaître par ses écrits et son activité d'éditeur. 
Il fut reçu dans le personnel éditorial d’Al İslax, une gazette d'inspiration démocratique dirigée par Fatix Ämirxan et Wafa Bäxtiärev. Malheureusement cette revue ne disposait que d'un petit budget. Tuqay fut pris comme intermédiaire par les éditions Kitap, ce qui lui garantissait un salaire. Par ailleurs il refusa l'offre d'Äxbar, organe d'Al Ittifaq-Muslimin, parti politique proche des cadets, ainsi que d'autres propositions de journaux prospères mais de droite. Il continuait aussi à s'instruire en autodidacte, lisant des classiques russes, des critiques, et étudiant l'allemand. Il prenait de l'intérêt à étudier la vie des gens simples, visitant les bazars et les cafés.
La chambre d'hôtel de Tuqay Bolgar recevait souvent la visite d'admirateurs appartenant à la « jeunesse dorée ». Comme il l'a écrit, leurs beuveries le gênaient et l'empêchaient de créer. Néanmoins, à la fin de 1907-1908, il écrivait une soixantaine de poésies et vingt articles dans Äl-İslax et dans le journal satirique Yäşen (L'Illumination), et il publia aussi deux ouvrages de vers. L'œuvre satirique la plus importante de cette période fut Peçän Bazarı yaxud Yaña Kisekbaş (Le Bazar à foin ou Le Nouveau Kişekbaş), où il décrivait en s'en moquant les problèmes de la société tatare de l'époque, du clergé et de la classe marchande. 
En ce qui concerne la vie personnelle de Tuqay, on sait fort peu là-dessus. Habituellement, il évitait les femmes dans son entourage. On sait qu'il était amoureux de Zäytünä Mäwlüdova, son admiratrice âgée de 15 ans. Plusieurs poèmes lui furent consacrés ainsi qu'à leurs sentiments, comme Un Étrange Amour. Cependant, par la suite Tuqay n'essaya pas de pousser plus loin leurs relations, et la raison est peut-être un complexe d'infériorité, dû à sa santé et sa situation financière. 
En mai 1908 fut publié en russe dans le Volzhsko-Kamsky Vestnik un article où l'on comparait les poésies de Tuqay, de Rämiev et de Majit Ghafuri. En août 1908, poussé par Tuqay, Kamal fonda le journal satirique Yäşen. La plupart de ce qui y fut publié était dû bien sûr à Tuqay. En août 1908, Kamal et Tuqay visitèrent la Foire Makariev, qui avait lieu alors à Nijni Novgorod. Là, Tuqay rejoignit temporairement la première troupe de théâtre tatare, Sayyar, chantant des chants nationaux et déclamant ses vers sur la scène. Le 14 octobre il présenta son nouveau poème satirique Le Bazar à Foin ou Le Nouveau Kisekbaş, fondé sur le vieux poème en tatar classique Kisekbaş. Dans son propre poème, il se moquait du nationalisme parmi les Tatars et bafouait les fanatiques de la secte Wäisi, dont il associait le chef, Ğaynan Wäisev à Diu, un mauvais esprit du Kisekbaş.

### 1909-1910: la crise
En 1909-1910 toutes les libertés qu'avait acquises la révolution de 1905 furent réduites à néant par la politique de Stolypine. En conséquence Ğabdulla Tuqay, qui penchait vers la gauche, se vit presque déçu dans son activité et sombra dans la dépression. Une autre raison était le passage à des journaux de droite de certains de ses amis, comme Kamal et Rämiev. La plupart de ses vers montrent sa dépression, cependant Tuqay n'en continua pas moins à produire, il publia près de cent poésies, deux contes de fées sous forme de poèmes, une autobiographie, et un article sur le folklore tatar (Xaliq ädäbiäte, i.e. La Littérature populaire) ; il écrivit trente feuilletons et imprima une vingtaine de livres, qui comprenaient non seulement ses propres poèmes, mais qui compilaient aussi des chansons folkloriques. 
Dans ces années Tuqay s'ancra fortement à gauche, malgré son séjour pendant un certain temps dans une famille bourgeoise : Al-İslax devint uniquement un journal politique de gauche, Tuqay critiquait tous ses anciens amis qui s'étaient réorientés vers des journaux de droite ou des journaux libéraux : Zarif Bäşiri de Çükeç qui paraissait à Orenbourg et Säğit Rämiev de Bäyänelxaq. Il les appelait les laquais de la bourgeoisie, et en réponse ils stigmatisaient Tuqay comme russophile. Il est à noter qu'en même temps l'Okhrana dénonçait ses poèmes comme russophobes. Aussi Tuqay se rapprocha-t-il de Xösäyen Yamaşev, le premier marxiste tatar. 
En juin 1909 Yäşen dut fermer, victime de problèmes financiers et des exigences de la censure, en même temps que Äl-İslax. Tombant au plus profond de sa crise, il songea au suicide, mais en mars 1910 commença à Kazan la publication du nouveau magazine satirique Yal-Yolt (La Foudre) sous la direction d'Äxmät Urmançiev. 
Comme il s'intéressait aux idées et à l'héritage intellectuel de Léon Tolstoï, Tuqay ressentit vivement la mort de ce génie russe. Soulignant l'importance de l'éducation des enfants, il prépara deux livres pour enfants, et deux manuels scolaires de littérature tatare. Au total, il composa plus de cinquante poésies et sept poèmes pour les enfants.

### Oufa – Saint-Pétersbourg – Troitsk
En 1911 les forces qadimistes alliées à l'Okhrana détruisirent İj-Bubí, la médersa tatare la plus progressiste, ce qui remplit d'indignation toute l'intelligentsia tatare. Mais ce n'était que le début d'une campagne contre la démocratie tatare, ce qui fut de nouveau une tragédie pour Tuqay. Toutefois, comme on le sait par des lettres qu'il écrivit à son ami Säğit Sönçäläy, il décida d'écrire le Eugène Onéguine tatar, mais il lui fallut recouvrer sa santé. Il organisa un voyage dans les régions du sud pour y bénéficier d'une thérapie à base de kumiz. 
En avril, il quitta Kazan et voyagea jusqu'à Astrakhan par la Volga. Là il rencontra Rämiev avec lequel il se réconcilia. Trois semaines plus tard, il alla au village de Kalmyk Bazary et y habita chez le maître d'école Şahit Ğäyfi. Comme celui-ci s'intéressait à la photographie, ils firent une série de cartes, consacrées à des poèmes de Tuqay et au théâtre tatar. De retour à Kazan, il publia Miäwbikä (Le Petit Chat), le plus connu de ses poèmes pour les enfants. Il y appliquait de nouvelles méthodes poétiques, ce qui lui valut des critiques. Il s'intéressa également à l'idée de publier dans le journal des musulmans russes édité à Paris ses vers interdits, mais par la suite, il repoussa cette idée, du fait que le journal propageait des idées pan-islamistes.
À l'automne 1911, l'Idel-Oural fut frappé par la famine. Le vent d'automne fut consacré à cette famine et au sort malheureux des paysans. Atteint de paludisme, Tuqay vivait malheureusement, dans une chambre d'hôtel mal chauffée. Aussi abandonna-t-il tout et il s'installa à Öçile, chez des parents. Il y passa l'hiver, écrivant ou réécrivant ses poésies, envoyant quelquefois de nouveaux feuilletons aux éditeurs. Une autre raison de son départ est peut-être en rapport avec son livre qui avait été publié dès 1907. Il revint en février 1912. En mars 1912, son ami, Yamaşev mourut d'un infarctus et il consacra un poème empreint de sensibilité (Xörmätle Xösäyen yädkâre, c'est-à-dire Du souvenir béni de Xösäyen) au premier marxiste tatar. 
En avril Ğabdulla Tuqay repartit à nouveau. D'abord, il arriva à Oufa, où il a rencontra Majit Ghafuri. Puis il en partit et s'installa à Saint-Pétersbourg où il habita chez Musa Bigiev. Dans cette ville, il rencontra des jeunes de la diaspora tatare locale dont un grand nombre étaient des étudiants et des militants de gauche. L'impression qu'ils lui firent s'exprime dans La Jeunesse tatare (Tatar yäşläre), poème plein d'optimisme. Il ignorait cependant qu'il était au dernier stade de la tuberculose : un médecin l'examina à Saint-Pétersbourg mais jugea préférable de ne pas lui donner son diagnostic. On lui conseilla de suivre un cours en Suisse, mais il refusa et, après une fête d'adieu, revint s'installer à Oufa, et de là à Troïtsk. Il y vécut jusqu'en juillet 1912, parmi des nomades dans la steppe kazakhe, bénéficiant d'une cure de Kumiz.

### La fin
Il commença plein d'optimisme ce qui devait être sa dernière année : les tendances révolutionnaires s'accentuaient, et le thème social fit à nouveau son apparition dans sa poésie. Dans Añ (La Conscience) et Dahigä (Au Génie), il écrivait que son combat ne resterait pas vain, de même que la révolution de 1905. De nombreux vers furent consacrés aux problèmes de la paysannerie et font penser à la poésie de Nekrassov. De plus en plus ses vers étaient interdits ; certains d'entre eux ne furent publiés qu'après la Révolution d'Octobre. Toutefois, Tuqay fut critiqué par Ğälimcan Ibrahimov, qui estimait que sa poésie s'appauvrissait. 
Pendant l'été 1912, il publia son dernier livre, La Nourriture de l'Esprit, qui rassemblait 43 poèmes courts et un plus long. Mais à ce moment-là, sa santé s'était détériorée. Malgré tout, il trouva la force d'écrire pour le nouveau magazine littéraire Añ, et pour le journal démocratique Qoyaş (Le Soleil), édité par Fatix Ämirxan. Comme Ämirxan était paralysé, tous deux logeaient dans des chambres voisines à l'hôtel Amour, où s'était installé le comité de rédaction. Dans les premiers jours de 1913, il écrivit Le Gel, un poème spirituel qui montrait comment les Kazanais des différentes classes sociales se comportaient pendant le gel. Le poème important suivant fut consacré au 300e anniversaire de la dynastie des Romanov. Comme il était assez panégyrique, la critique sociologique ordinaire du début des années 1920, se fondant sur ce poème, proclama que Tuqay était pan-islamiste et tsariste. Toutefois, la fin ne parle pas de la dynastie des tsars, mais d'internationalisme chez les Russes et de l'amitié éternelle entre Tatars et Russes. 
Le 26 février 1913 Ğabdulla Tuqay fut hospitalisé souffrant d'une grave tuberculose. Même à l'hôpital Klyachkinskaya il ne cessa jamais d'écrire des poèmes pour des journaux et magazines tatars. Ces poèmes étaient aussi bien sociaux que philosophiques. En mars, il écrivit son testament littéraire, Le Premier Acte après l'Éveil. A l'hôpital Tuqay recommença à s'intéresser à l'héritage de Tolstoï à qui il consacra deux poèmes. Il continua à lire sur l'histoire de la Bulgarie de la Volga, et il lisait aussi toutes les revues de Kazan. 
Le 15 avril de la même année, Ğabdulla Tuqay mourut à l'âge de 27 ans. 

## Tuqay aujourd’hui
On eut beau nier le génie de Tuqay pendant les premières années du régime soviétique, il fut bientôt reconnu comme le plus grand poète tatar. Son nom se retrouve dans les arts, avec l'Orchestre symphonique de l'État tatar qui porte son nom. Pendant la domination soviétique ce sont ses poèmes sociaux qui étaient les plus cités, alors que maintenant les plus populaires sont des poèmes sur la nature du Tatarstan, la culture nationale tatare, la musique tatare, l'histoire tatare et, cela va de soi, la langue tatare. Le 26 avril, qui est le jour de son anniversaire, est célébré comme la Journée de la langue tatare, et son poème İ, Tuğan tel, (Oh ma langue maternelle!) est l'hymne officieux de la langue tatare.

### Extrait de: «Ô, ma langue maternelle!"
Ô, langue chérie de mon enfance

Ô, langue enchanteresse de ma mère !

C'est toi qui m'a permis de chercher à connaître

Le monde, depuis mes jeunes années
Quand tout enfant je n'arrivais pas à dormir

Ma mère me chantait des berceuses

Et grand-maman me racontait des histoires

À travers l'obscurité pour me fermer les yeux
Ô, ma langue ! Tu as toujours été

Mon soutien dans la douleur et dans la joie

Je te comprends et je te chéris tendrement

Depuis l'âge où j'étais un petit garçon
Dans ma langue, j'ai appris avec patience

À exprimer ma foi et à dire :

« Ô, Créateur ! Bénis mes parents

Allah, emporte mes péchés ! »

## Publication en langue française
Extraits d’une dernière goutte de larme, Editions du Cygne, 2021.